# Cảm Thành
Cảm Thành (zm. 860) – wietnamski mistrz thiền ze szkoły vô ngôn thông. 

## Życiorys
Pochodził z Tiên Du. Kiedy opuścił dom i został mnichem, jego imieniem Dharmy było Lập Đức. Pozostawał w rejonie swojego domu wokół góry Tiên Du i poświęcił się śpiewaniu dhāraṇi i recytowaniu sutr. 
Jeden z czołowych mieszkańców wioski, pan Nguyền, w podzięce za utrzymywanie praktyki i wysokiej moralności, darował jeden z jego domów na świątynię i zaprosił Cama Thanha, aby w niej zamieszkał. Mimo wielokrotnych zaproszeń, Cam odmawiał. Jednak po proroczym śnie, który mu się przyśnił, zgodził się i tak powstała świątynia Kiến Sơ w wiosce Phù Đổng. Niedługo potem do wioski przybył mistrz thiền Vô Ngôn Thông. Cam Thanh służył mu. Thông był tak poruszony jego szczerością, że nazwał go Poruszającą Szczerością - Cảm Thành.
Pewnego dnia Thông wygłosił dłuższą mowę, w której przedstawił krótką historię chanu. Zakończył ją wierszem:
| Ludzie zewsząd czynią hałas. Fałszywie argumentują przeciwko prawdziwemu przekazowi. Mówią, że nasz pierwszy patriaracha Przybył osobiście z Indii, Aby przekazać skarb Oka Dharmy, Który nazwał chanem. Jeden kwiat otwiera pięć płatków Nasiona podążają po innych w nieprzerwanym następstwie, W ukrytej zgodzie z Tajemnym Nauczaniem. Tysiące i tysiące są z tym w związku, Wszyscy nazywają go szkołą Umysłu, Czystego i zasadniczo takiego. Indie są takie same jak ten kraj, Ten kraj jest taki sam jak Indie. Starożytne i nowoczesne, takie samo słońce i księżyc, Starożytne i nowoczesne, takie same góry i rzeki. Jeśli w zetknięciu z zanieczyszczeniami ugrzęźniesz, Wtedy Buddowie i patriarchowie staną się wrogami. Najmniejsze zboczenie I idziesz błędnie przez tysiące mil. Kontempluj i dobrze obserwuj Nie zwiedź przyszłych pokoleń. Nawet jeśli mnie kwestionujesz, Jestem zasadniczo bez słów. |

Pod wpływem tych słów Cam Thanh osiągnął oświecenie.
Mnich spytał: "Czym jest Budda?"
Cam Thanh powiedział: "[Budda jest] wszędzie."
Mnich spytał: "Czym jest umysł Buddy?"
Cam Thanh powiedział: "On nigdy nie był ukryty."
Mnich kontynuował: "Nie rozumiem."
Cam Thanh powiedział: "Już to przegapiłeś."
Cam Thanh zmarł bez żadnej choroby pierwszego roku okresu Xiantong (wiet. canh thìn) dynastii Tang, czyli w roku 860.

## Linia przekazu Dharmy zen
Pierwsza liczba oznacza liczbę pokoleń mistrzów od 1 Patriarchy indyjskiego Mahakaśjapy.
Druga liczba oznacza liczbę pokoleń od 28/1 Bodhidharmy, 28 Patriarchy Indii i 1 Patriarchy Chin.
Trzecia liczba oznacza początek nowej linii przekazu w danym kraju.
- 33/6. Huineng (638-713)
  - 34/7. Nanyue Huairang (677-744) szkoła hongzhou
    - 35/8. Mazu Daoyi (707-788)

  - 36/9. Baizhang Huaihai (720-814)
    - 37/10/1. Vô Ngôn Thông (759-826) Wietnam - szkoła vô ngôn thông
      - 38/11/2. Cảm Thành (zm. 860)
        - 39/12/3. Thiện Hội (zm. 900)
          - 40/13/4. Vân Phong (zm. 956)
            - 41/14/5. Khuông Việt (933-1011)
              - 42/15/6. Đa Bảo (zm. po 1028)
                - 43/16/7. Định Hương (zm. 1051)
                  - 44/17/8. Viên Chiếu (999-1090)
                    - 45/18/9. Thông Biện (zm. 1134)
                      - 46/19/10. Biện Tâi (bd)
                      - 46/19/10. Đạo Huệ (zm. 1173)
                        - 47/20/11. Tịnh Lực (1112–1175)
                        - 47/20/11. Trí Bảo (zm. 1190)
                        - 47/20/11. Trường Nguyên (1110–1165)
                        - 47/20/11. Minh Trí (zm. 1196)
                          - 48/21/12. Quảng Nghiêm (1122–1190
                            - 49/22/13. Thường Chiếu (zm. 1203)
                              - 50/23/14. Thông Thiền (zm. 1228) laik
                                - 51/24/15. Tức Lự (bd)
                                  - 52/25/16. Ứng Vương (bd) laik

                              - 50/23/14. Thần Nghi (zm. 1216)
                                - 51/24/15.. Ẩn Không (bd)

                        - 47/20/11. Tín Học (zm. 1190)
                        - 47/20/11. Tịnh Không (1091–1170)
                        - 47/20/11. Dại Xả (1120–1180)

                  - 44/17/8. Cứu Chỉ
                  - 44/17/8. Bảo Tính (zm. 1034)
                  - 44/17/8. Minh Tâm (zm. 1034)

                - 43/16/7. Thiền Lão
                  - 44/17/8. Quảng Trí
                    - 45/18/9. Mãn Giác (1052–1096)
                      - 46/19/10. Bổn Tịnh (1100–1176)

                    - 45/18/9. Ngộ Ấn (1020–1088)